# Frontière entre l'Arizona et le Nevada
La frontière entre le Nevada et l'Arizona est une frontière intérieure des États-Unis délimitant les territoires du Nevada à l'ouest et de l'Arizona à l'est.
Celle-ci suit le tracé du 114e méridien ouest à son intersection avec 37e parallèle nord jusqu'au fleuve Colorado dont elle suit le cours jusqu'au niveau 35e parallèle nord.

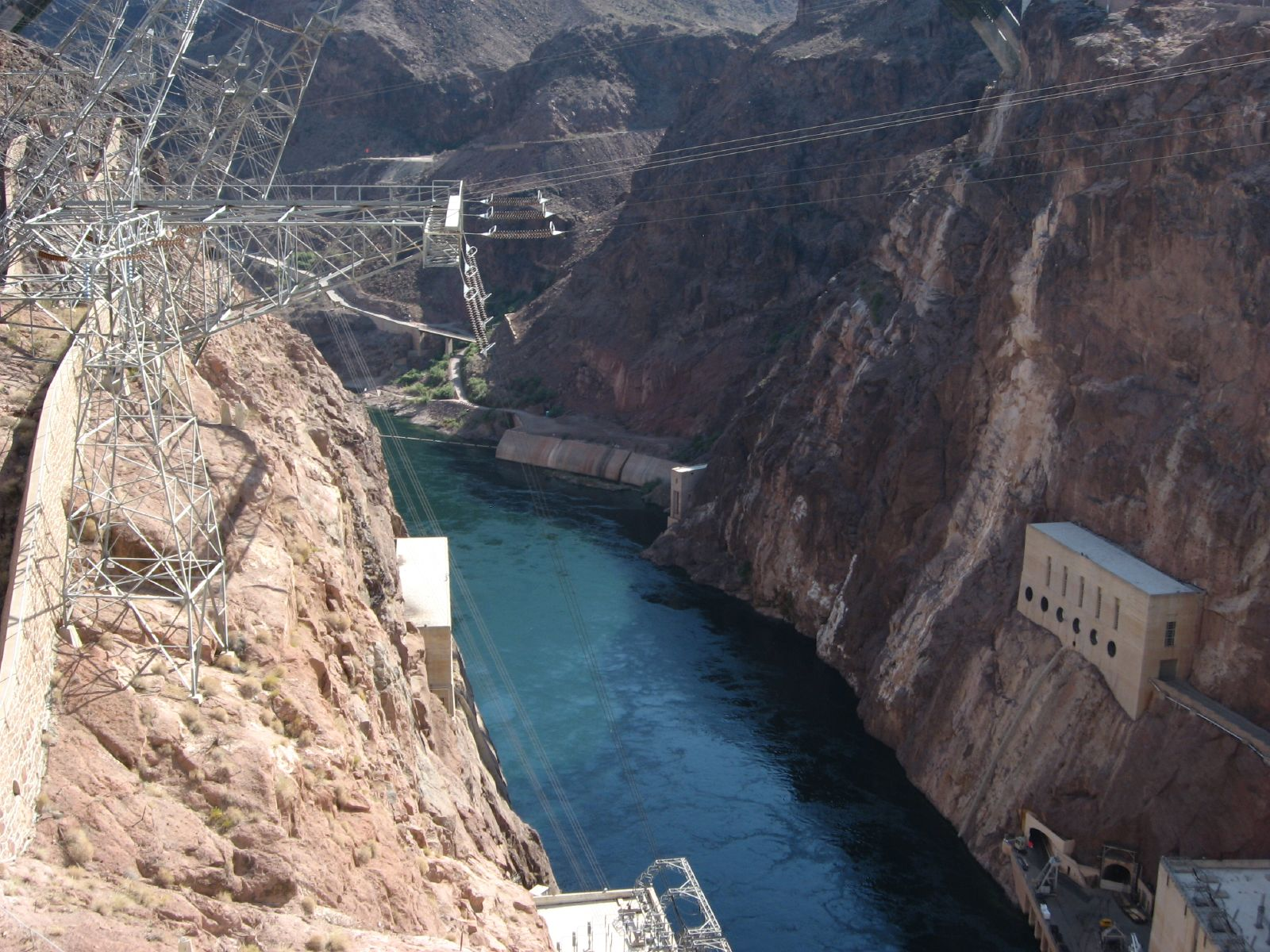
Le Black Canyon du Colorado, en aval du barrage Hoover, marque la frontière.